# Cascode
De cascode is een tweetrapsversterker die bestaat uit een gemeenschappelijke emittertrap die wordt gevoed naar een gemeenschappelijke basistrap.
Vergeleken met een enkele versterkertrap kan deze combinatie een of meer van de volgende kenmerken hebben: hogere ingangs-uitgangsisolatie, hogere ingangsimpedantie, hoge uitgangsimpedantie, hogere bandbreedte.
In moderne circuits is de cascode vaak opgebouwd uit twee transistors (BJT's of FET's). Hierbij werkt de ene als een gemeenschappelijke emitter of gemeenschappelijke bron en de andere als een gemeenschappelijke basis of gemeenschappelijke poort. De cascode verbetert de isolatie van invoer en uitvoer (vermindert omgekeerde transmissie), aangezien er geen directe koppeling is van uitvoer naar invoer. Dit elimineert het millereffect en draagt zo bij aan een veel hogere bandbreedte.

## Geschiedenis
Het gebruik van een cascode is een veelgebruikte techniek voor het verbeteren van de prestaties van analoge circuits, toepasbaar op zowel elektronenbuizen als transistors. De naam "cascode" werd bedacht in een artikel, geschreven door Frederick Vinton Hunt en Roger Wayne Hickman in 1939, in een discussie over de toepassing van spanningsstabilisatoren. 
Ze stelden een cascade van twee triodes voor (de eerste met een gemeenschappelijke kathodeopstelling, de tweede met een gemeenschappelijk stuurrooster) ter vervanging van een pentode. Zo mag dus worden aangenomen dat de naam een afkorting is van de combinatie "cascaded triode Amplifier" en "pentode". Cascodecircuits werden in vroege televisietoestellen gebruikt voor de 'front-end' of tuner, vanwege hun lage ruis en hogere bandbreedte.

## Werking

Figuur 1: N -kanaal klasse-A cascodeversterker

Figuur 1 toont een voorbeeld van een cascodeversterker met een common sourceversterker als ingangstrap,, aangedreven door een signaalbron Vin. Deze ingangstrap stuurt een common gateversterker als uitgangstrap aan, met uitgangssignaal Vout.
Terwijl de onderste FET geleidt, verandert de sourcespanning van de bovenste FET, en de bovenste FET geleidt vanwege de veranderde potentiaal tussen zijn gate en source.
Het grote voordeel van deze circuitopstelling vloeit voort uit de plaatsing van de bovenste FET als belasting van de uitgangsterminal (drain) van de ingang (onderste) FET. Omdat bij bedrijfsfrequenties de gate van de bovenste FET effectief is geaard, wordt de sourcespanning van de bovenste FET (en dus de drain van de ingangstransistor) tijdens bedrijf op een vrijwel constante spanning gehouden. Met andere woorden, de bovenste FET vertoont een lage ingangsweerstand ten opzichte van de onderste FET, waardoor de spanningsversterking van de onderste FET erg klein wordt, wat de feedbackcapaciteit van het millereffect van de drain naar de gate van de onderste FET dramatisch vermindert. Dit verlies aan spanningsversterking wordt hersteld door de bovenste FET. De bovenste transistor zorgt er dus voor dat de onderste FET werkt met minimale negatieve (miller) feedback, waardoor de bandbreedte wordt verbeterd.